# Cvi Ben Ja'akov

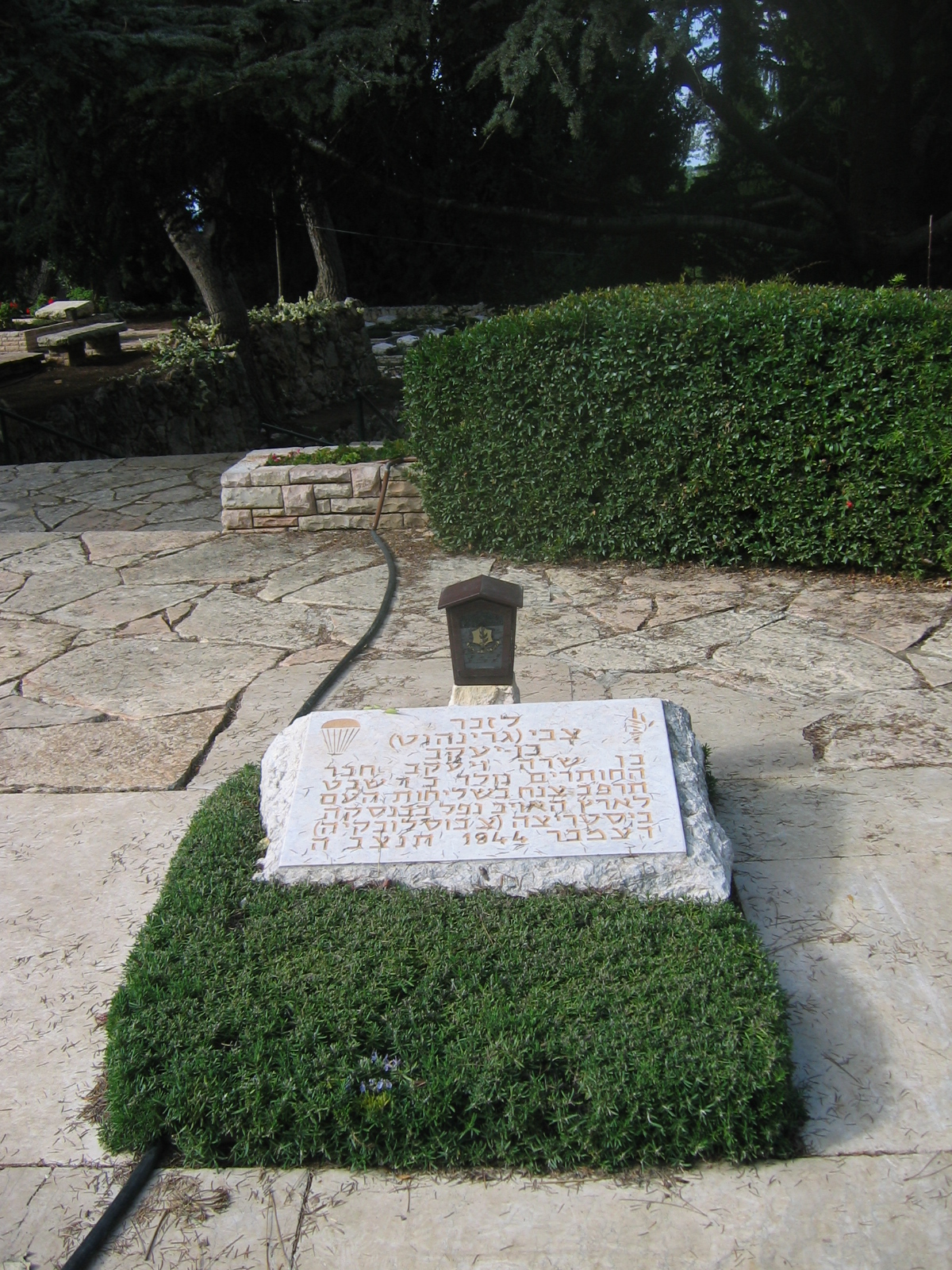
Symbolický náhrobní kámen Ben Ja'akova na izraelském národním hřbitově na Herzlově hoře v Jeruzalémě

Cvi Ben Ja'akov (hebrejsky: צבי בן יעקב, rodným jménem Heinrich Grünhut; 22. února 1922 – prosinec 1944 či leden 1945?) byl židovský účastník protinacistického odboje, člen výsadkové skupiny Amsterdam, vyslané z mandátní Palestiny a vysazené v roce 1944 na Slovensku. Po krátké partyzánské činnosti byl poslán do koncentračního tábora Mauthausen, kde byl zavražděn.

## Mládí
Narodil se v Bratislavě na Slovensku a když mu bylo šest let, zemřela mu matka. Do čtrnácti let studoval na ješivě, ale rodinné finanční problémy ho donutily zanechat studií a odejít pracovat do textilní továrny. V téže době se zapojil do hnutí sionistické mládeže Bejtar. Později přešel do hnutí Tchelet-Lavan (Blau-Weiss), v němž pracoval jako vedoucí. Tehdy přijal hebrejské jméno Cvi. Po obvyklém výcviku v roce 1939 se vystěhoval do mandátní Palestiny a záhy se oženil. V roce 1944 se mu narodila dcera, kterou nestačil ani vidět.

## Výsadek na Slovensko
Během druhé světové války byla v rámci Britské armády vytvořena tajná zvláštní jednotka palestinských židů, kteří měli být vysláni za nepřátelské linie v Evropě do zemí svého původu. V této skupině 37 parašutistů byli kromě Ben Ja'akova mimo jiné též Chana Senešová, Enzo Sereni, Chaviva Reiková a další. Ve výsadku Amsterdam (15. září 1944) byl spolu s Chajimem Chermešem a Rafa'elem Reiszem. Po krátké partyzánské činnosti byl v listopadu 1944 zajat a poslán do koncentračního tábora Mauthausen. Odtud ještě poslal své ženě dopis na rozloučenou. Datum jeho smrti není známo. Jeho symbolický náhrobek se nachází na vojenském hřbitově na Herzlově hoře v Jeruzalémě v sekci věnované židovským parašutistům.